# جوویتا کارانزا
جوویتا کارانزا (انگلیسی: Jovita Carranza؛ زادهٔ ۲۹ ژوئن ۱۹۴۹) یک سیاستمدار اهل ایالات متحده آمریکا است. او در دولت دونالد ترامپ بین سال‌های ۲۰۲۰ تا ۲۰۲۱ وزیر اداره کسب‌وکارهای کوچک بود. همچنین او بین سال‌های ۲۰۱۷ تا ۲۰۲۰ خزانه‌دار ایالات متحده آمریکا بود.

## سنین جوانی و تحصیل
کارانزا که در ایلینوی به دنیا آمد، در شیکاگو در خانواده ای مهاجر از مکزیک بزرگ شد. مادر کارانزا خانه دار بود و پدرش به عنوان سرکارگر کارخانه کار می کرد.کارانزا لیسانس هنر و MBA خود را از دانشگاه میامی به دست آورد.او آموزش های اجرایی، مدیریتی و مالی را در INSEAD، دانشگاه میشیگان و دانشگاه شیکاگو دریافت کرده است.